# John Schuck
John Schuck, all'anagrafe Conrad John Schuck (Boston, 4 febbraio 1940), è un attore statunitense.

## Biografia
Nasce a Boston il 4 febbraio del 1940, figlio di un professore inglese, e cresce nel Regno Unito. Inizia a recitare nel 1970.

## Vita privata
Dal 1978 al 1983 è stato sposato con l'attrice Susan Bay Nimoy, dalla quale ha avuto un figlio, Aaron (1981). Nel 1990 si è risposato con la pittrice Harrison Houlé.

## Filmografia parziale

### Cinema
- M*A*S*H, regia di Robert Altman (1970)
- I contrabbandieri degli anni ruggenti (The Moonshine War), regia di Richard Quine (1970)
- Anche gli uccelli uccidono (Brewster McCloud), regia di Robert Altman (1970)
- I compari (McCabe & Mrs. Miller), regia di Robert Altman (1971)
- Una faccia di c... (Hammersmith Is Out), regia di Peter Ustinov (1972)
- Blade, il duro della Criminalpol (Blade), regia di Ernest Pintoff (1973)
- Gang (Thieves Like Us), regia di Robert Altman (1974)
- La battaglia di Midway (Midway), regia di Jack Smight (1976)
- Il ritorno di Butch Cassidy & Kid (Butch and Sundance: The Early Days), regia di Richard Lester (1979)
- Prigionieri della Terra (Earthbound), regia di James L. Conway (1981)
- Il treno più pazzo del mondo (Finders Keepers), regia di Richard Lester (1984)
- Star Trek IV - Rotta verso la Terra (Star Trek IV: The Voyage Home), regia di Leonard Nimoy (1986)
- Una fortuna sfacciata (Outrageous Fortune), regia di Arthur Hiller (1987)
- Le nuove avventure di Pippi Calzelunghe (The New Adventures of Pippi Longstocking), regia di Ken Annakin (1988)
- La mamma è un lupo mannaro (My Mom's a Werewolf), regia di Michael Fischa (1989)
- Dick Tracy, regia di Warren Beatty (1990)
- Star Trek VI - Rotta verso l'ignoto (Star Trek VI: The Undiscovered Country), regia di Nicholas Meyer (1991)
- Marito a sorpresa (Holy Matrimony), regia di Leonard Nimoy (1994)
- Il cavaliere del male (Tales from the Crypt: Demon Knight), regia di Ernest R. Dickerson (1995)
- La maledizione dello scorpione di giada (The Curse of the Jade Scorpion), regia di Woody Allen (2001)

### Televisione
- Bonanza – serie TV, episodio 12x15 (1971)
- Fantasilandia (Fantasy Island) – serie TV, un episodio (1978)
- La signora in giallo (Murder, She Wrote) – serie TV, episodi 1x07-3x10 (1984-1986)
- I mostri vent'anni dopo (The Munsters Today) – serie TV, 73 episodi (1988-1991)
- Star Trek: Deep Space Nine – serie TV, episodi 2x20-2x21 (1994)
- Law & Order - Unità vittime speciali (Law & Order: Special Victims Unit) – serie TV, 8 episodi (2004-2010)

## Doppiatori italiani
- Ferruccio Amendola in M*A*S*H
- Vittorio Di Prima in Blade, il duro della Criminalpol
- Manlio Busoni in La battaglia di Midway
- Luciano De Ambrosis ne Il ritorno di Butch Cassidy & Kid
- Germano Longo ne Il treno più pazzo del mondo
- Michele Kalamera ne La signora in giallo (ep. 1x07)
- Massimo Dapporto ne La signora in giallo (ep. 3x10)
- Paolo Lombardi in Rotta verso la Terra
- Lino Troisi in Una fortuna sfacciata
- Alessandro Rossi ne Le nuove avventure di Pippi Calzelunghe
- Giovanni Petrucci in La mamma è un lupo mannaro!
- Massimo Corvo in Marito a sorpresa
- Osvaldo Ruggieri in Star Trek - Deep Space Nine
- Emilio Cappuccio in Il cavaliere del male
- Diego Reggente in Law & Order - Unità vittime speciali
- Ambrogio Colombo in Law & Order - Unità vittime speciali (ep. 8x22)
- Saverio Moriones ne Il mio migliore amico
- Oreste Rizzini in La maledizione dello scorpione di giada